# Acksjön (Älvros socken, Härjedalen)
Acksjön är en sjö i Härjedalens kommun och Ljusdals kommun i Härjedalen och ingår i Ljusnans huvudavrinningsområde. Sjön har en area på 0,859 kvadratkilometer och ligger 404,1 meter över havet.

## Delavrinningsområde
Acksjön ingår i det delavrinningsområde (686369-143854) som SMHI kallar för Mynnar i Voxtjärnen. Medelhöjden är 417 meter över havet och ytan är 17,78 kvadratkilometer. Det finns inga avrinningsområden uppströms utan avrinningsområdet är högsta punkten. Vattendraget som avvattnar avrinningsområdet har biflödesordning 4, vilket innebär att vattnet flödar genom totalt 4 vattendrag innan det når havet efter 213 kilometer. Avrinningsområdet består mestadels av skog (67 procent) och sankmarker (19 procent). Avrinningsområdet har 0,86 kvadratkilometer vattenytor vilket ger det en sjöprocent på 4,8 procent.